# Yankunytjatjara
Yankunytjatjara è una lingua aborigena australiana.

## Distribuzione
È parlata nell'area nord occidentale dell'Australia meridionale. Dialetto appartenente al continuum dialettale del Wati, facente parte delle lingue pama-nyunga, comprese nella famiglia delle lingue australiane aborigene.